# Sommer i Palma
«Sommer i Palma» —en español: «Verano en Palma»— es una canción compuesta por Jan Wølner e interpretada en noruego por Nora Brockstedt. Fue elegida para representar a Noruega en el Festival de la Canción de Eurovisión tras ganar el Melodi Grand Prix en 1961.

## Festival de Eurovisión

### Melodi Grand Prix 1961
El certamen noruego se celebró el 18 de febrero de 1961, presentado por Erik Diesen y Odd Grythe. La canción fue interpretada dos veces: primero por Per Asplin con una pequeña banda y luego por Brockstedt con una orquesta grande. Finalmente, la canción resultó ganadora con un total de 70 puntos.

### Festival de la Canción de Eurovisión 1961
Esta canción fue la representación noruega en el Festival de Eurovisión 1961. La orquesta fue dirigida por Øivind Bergh
La canción fue interpretada 12.ª en la noche del 18 de marzo de 1961, seguida por Dinamarca con Dario Campeotto con «Angelique» y precedida por Bélgica con Bob Benny con «September, gouden roos». Al final de las votaciones, la canción había recibido 10 puntos, quedando en 7.º puesto de un total de 16.
Fue sucedida como representación noruega en el Festival de 1960 por Inger Jacobsen con «Kom sol, kom regn».

## Letra
La canción es del estilo chanson, popular en los primeros años del Festival de Eurovisión. Brockstedt describe un romance en Palma de Mallorca quien, a pesar de la barrera del idioma (su amante habla español y francés), canta: «entiendo tus miradas».